# Liste der Einträge im National Register of Historic Places im Kittson County

Lage des Kittson County in Minnesota

Die Liste der Einträge im National Register of Historic Places im Kittson County in Minnesota führt alle Bauwerke und historischen Stätten im Kittson County auf, die in das National Register of Historic Places aufgenommen wurden.

## Legende
| NRHP | Historic Place    |
| HD   | Historic District |

## Aktuelle Einträge
| [ 2 ] | Name                                                        | Bild                                                        | Eintragsdatum        | Lage                                                         | Ort                      | Beschreibung |
| ----- | ----------------------------------------------------------- | ----------------------------------------------------------- | -------------------- | ------------------------------------------------------------ | ------------------------ | --- |
| 1     | Lake Bronson Site                                           |                                                             | 1978 ID-Nr. 78001549 | Adresse nicht veröffentlicht                                 | Lake Bronson             | Mounds aus der Zeit der Woodland-Periode sowie ein saisonweise besiedeltes Dorf von Bisonjägern aus der gleichen Zeit                                                             |
| 2     | Lake Bronson State Park WPA/Rustic Style Historic Resources | Lake Bronson State Park WPA/Rustic Style Historic Resources | 1989 ID-Nr. 89001659 | Abseits des County Highway 28 48° 43′ 23,9″ N, 96° 37′ 22″ W | östlich von Lake Bronson | Zwölf Parkeinrichtungen, die in den 1930er Jahren von der Works Progress Administration errichtet wurden; dazu gehört unter anderem ein kombinierter Wasser- und Beobachtungsturm |
| 3     | St. Nicholas Orthodox Church                                | St. Nicholas Orthodox Church                                | 1984 ID-Nr. 84001480 | County Highway 4 48° 58′ 56,5″ N, 96° 27′ 5,9″ W             | Lancaster                | 1905 mit Zwiebeltürmen errichtete Kirche ukrainischer Einwanderer |